# Jumanji: The Next Level
Jumanji: The Next Level is een Amerikaanse komische avonturenfilm uit 2019 geregisseerd door Jake Kasdan, met in de hoofdrollen Dwayne Johnson, Jack Black, Kevin Hart en Karen Gillan. De film is het vervolg op Jumanji: Welcome to the Jungle uit 2017.

## Verhaal in het kort
De film volgt de avonturen op van zijn voorganger Jumanji: Welcome to the Jungle. Het is een paar jaar na de vorige film en Spencer voelt zich steeds eenzamer en wil terug naar Jumanji. Hij probeert de vernietigde spelcomputer te repareren om terug te gaan, wat hem ook lukt. Martha, Fridge en Bethany zoeken Spencer thuis op en vinden zo de gerepareerde spelcomputer. De drie besluiten dat ze hun vriend niet alleen kunnen laten en besluiten ook het spel in te gaan. Dit gaat echter niet zoals verwacht: Bethany wordt het spel niet ingezogen, maar tot ieders verbazing zitten Martha en Fridge samen met Spencers opa Eddie en zijn beste vriend Milo in het spel.
Bethany schakelt later de hulp in van Alex om samen terug te keren naar Jumanji, wat hen uiteindelijk lukt. Met zijn allen proberen ze Spencer te vinden en moeten ze Jumanji redden van de slechterik, Jurgen the Brutal. De groep moet achter Jurgen aan om het juweel in handen te krijgen dat Jurgen om zijn nek draagt, als ze dit aan de zon tonen wordt, gaat deze weer schijnen en wordt Jumanji weer groen en vruchtbaar. 

## Rolverdeling
| Acteur           | Personage                | Opmerkingen                                                     |
| ---------------- | ------------------------ | --------------------------------------------------------------- |
| Dwayne Johnson   | Dr. Smolder Bravestone   | Eddies avatar, later die van Spencer                            |
| Jack Black       | Professor Sheldon Oberon | Fridges avatar, later die van Bethany (en heel kort van Martha) |
| Kevin Hart       | Franklin "Mouse" Finbar  | Milo's avatar, later die van Fridge                             |
| Karen Gillan     | Ruby Roundhouse          | Martha's avatar (en heel kort van Fridge)                       |
| Nick Jonas       | Seaplane McDonough       | Alex' avatar                                                    |
| Awkwafina        | Ming Fleetfoot           | Spencers avatar, later die van Eddie                            |
| Rhys Darby       | Nigel Billingsley        |                                                                 |
| Rory McCann      | Jurgen the Brutal        |                                                                 |
| John Ross Bowie  | Spreker van Jurgen       |                                                                 |
| Dania Ramirez    | Flame                    |                                                                 |
| Massi Furlan     | Switchblade              |                                                                 |
| Jennifer Patino  | De moeder van Bravestone |                                                                 |
| Danny DeVito     | Edward "Eddie" Gilpin    | Opa van Spencer                                                 |
| Danny Glover     | Milo Walker              | Vriend van Eddie                                                |
| Alex Wolff       | Spencer Gilpin           |                                                                 |
| Morgan Turner    | Martha Kaply             |                                                                 |
| Ser'Darius Blain | Anthony "Fridge" Johnson |                                                                 |
| Madison Iseman   | Bethany Walker           |                                                                 |
| Colin Hanks      | Alex Vreeke              |                                                                 |
| Marin Hinkle     | Mevrouw Gilpin           | Moeder van Spencer                                              |

## Ontvangst

### Critici
Op Rotten Tomatoes behaalt de film een Certified Fresh rating van 70%, gebaseerd op 206 recensies met een gemiddelde van 5,99/10.